# 湯島
湯島（ゆしま）は、東京都文京区の町名。現行行政地名は湯島一丁目から湯島四丁目。住居表示実施済区域。
古くは武蔵国豊島郡湯島郷。

## 地理
主な施設等については、湯島聖堂、湯島天満宮、春日局菩提寺の麟祥院、東京科学大学医歯学系などが所在。
公共交通では、東京メトロ千代田線の湯島駅が湯島三丁目の不忍通り下、東京メトロ丸ノ内線の御茶ノ水駅が湯島一丁目の外堀通り下に設置されている。
1887年に湯島聖堂・昌平坂学問所がある神田区宮本町が本郷区湯島に編入され、湯島二丁目（現在の湯島二丁目とは境域が異なる）と改称された。
一丁目に東京科学大学医歯学系（さらに近隣の本郷には順天堂大学や東京大学医学部附属病院）があるためか、医療機器や医療器具など医療関連の会社が集積している。御茶ノ水駅周辺は隣接する本郷や南側の千代田区神田駿河台とともに、日本最大の学生街を形成している（「御茶ノ水」も参照）。
二丁目はオフィス、商業ビルが中心となっており、三丁目に湯島天神がある。マンションも多いが、
暴力団排除条例に基づき暴力団排除特別強化地域に指定されており、地域内では暴力団と風俗営業を含む飲食店等との間で、みかじめ料のやりとりや便宜供与などが禁止されている。
四丁目は春日通りの名前の由来である春日局の菩提寺の麟祥院がある。門前には春日局の銅像がある。境内には東洋大学発祥の地の石碑がある。また四丁目は民家が中心の大和郷同様に岩崎家（現在の三菱地所）が開発し旧岩崎邸庭園に隣接した高級住宅街であり、財団法人三菱経済研究所およびその附属史料館である三菱史料館、
最高裁判所湯島宿舎、文京区教育センター（旧総合体育館）もある。
文京区（練馬ナンバー）の南端に位置し、台東区上野（足立ナンバー）および千代田区外神田 (品川ナンバー)に隣接する為、東京の真ん中（中心）にあたる３つの町の１つでもある。

### 地価
住宅地の地価は、2025年（令和7年）1月1日の公示地価によれば、湯島4-9-4の地点で138万円/m2となっている。

## 歴史
現在の湯島四丁目に本郷区役所が存在した。1965年（昭和40年）4月1日、住居表示実施。従前の湯島一丁目から四丁目に五丁目のほぼ全部、湯島新花町・湯島切通坂町・湯島両門町・湯島三組町・湯島梅園町・湯島天神町一丁目～三丁目・湯島同朋町・湯島切通町・妻恋町・龍岡町を併せた町域を新たな湯島一丁目から湯島四丁目に再編して現行の「湯島」となった。湯島五丁目の一部と湯島六丁目の全部は本郷に併合された。

### 地名の由来
江戸時代以前、海から見るこの地があたかも島のように見えたことから付いたとされる。今の不忍池が海とつながっていたらしい。湯島郷と呼ばれていた。しかし、なぜ「湯」島なのか、諸説はあっても真偽は不明である。

## 世帯数と人口
2025年（令和7年）3月1日現在（文京区発表）の世帯数と人口は以下の通りである。
| 丁目       | 世帯数    | 人口     |
| ---------- | --------- | -------- |
| 湯島一丁目 | 585世帯   | 879人    |
| 湯島二丁目 | 2,436世帯 | 3,972人  |
| 湯島三丁目 | 2,922世帯 | 4,293人  |
| 湯島四丁目 | 1,233世帯 | 2,225人  |
| 計         | 7,176世帯 | 11,369人 |

### 人口の変遷
国勢調査による人口の推移。
| 年                 | 人口   |
| ------------------ | ------ |
| 1995年（平成7年）  | 6,477  |
| 2000年（平成12年） | 6,345  |
| 2005年（平成17年） | 7,309  |
| 2010年（平成22年） | 8,846  |
| 2015年（平成27年） | 9,341  |
| 2020年（令和2年）  | 11,701 |

### 世帯数の変遷
国勢調査による世帯数の推移。
| 年                 | 世帯数 |
| ------------------ | ------ |
| 1995年（平成7年）  | 2,925  |
| 2000年（平成12年） | 3,219  |
| 2005年（平成17年） | 4,032  |
| 2010年（平成22年） | 5,477  |
| 2015年（平成27年） | 6,000  |
| 2020年（令和2年）  | 7,641  |

## 学区
区立小・中学校に通う場合、学区は以下の通りとなる（2020年9月現在）。
- 区域 : 一丁目、二丁目、三丁目、四丁目　各全域
  - 小学校 : 文京区立湯島小学校
  - 中学校 : 文京区立本郷台中学校

## 交通

### 鉄道
- 東京メトロ丸ノ内線「御茶ノ水駅」
- 東京メトロ千代田線「湯島駅」

### 路線バス
- 文京区コミュニティバス「Bーぐる」
- 都営バス

## 事業所
2021年（令和3年）現在の経済センサス調査による事業所数と従業員数は以下の通りである。
| 丁目       | 事業所数    | 従業員数 |
| ---------- | ----------- | -------- |
| 湯島一丁目 | 259事業所   | 7,761人  |
| 湯島二丁目 | 449事業所   | 7,136人  |
| 湯島三丁目 | 804事業所   | 9,269人  |
| 湯島四丁目 | 142事業所   | 1,519人  |
| 計         | 1,654事業所 | 25,685人 |

### 事業者数の変遷
経済センサスによる事業所数の推移。
| 年                 | 事業者数 |
| ------------------ | -------- |
| 2016年（平成28年） | 1,414    |
| 2021年（令和3年）  | 1,654    |

### 従業員数の変遷
経済センサスによる従業員数の推移。
| 年                 | 従業員数 |
| ------------------ | -------- |
| 2016年（平成28年） | 23,238   |
| 2021年（令和3年）  | 25,685   |

## 主要施設・史跡
- 一丁目
  - 湯島聖堂
  - 東京科学大学医歯学系

- 三丁目
  - 湯島天満宮
    - 妻恋神社

  - 心城院

- 四丁目
  - 三菱史料館
  - 麟祥院春日局の菩提寺
  - 春日局銅像
  - 東洋大学発祥の地

- 切通坂
- 無縁坂

## ギャラリー

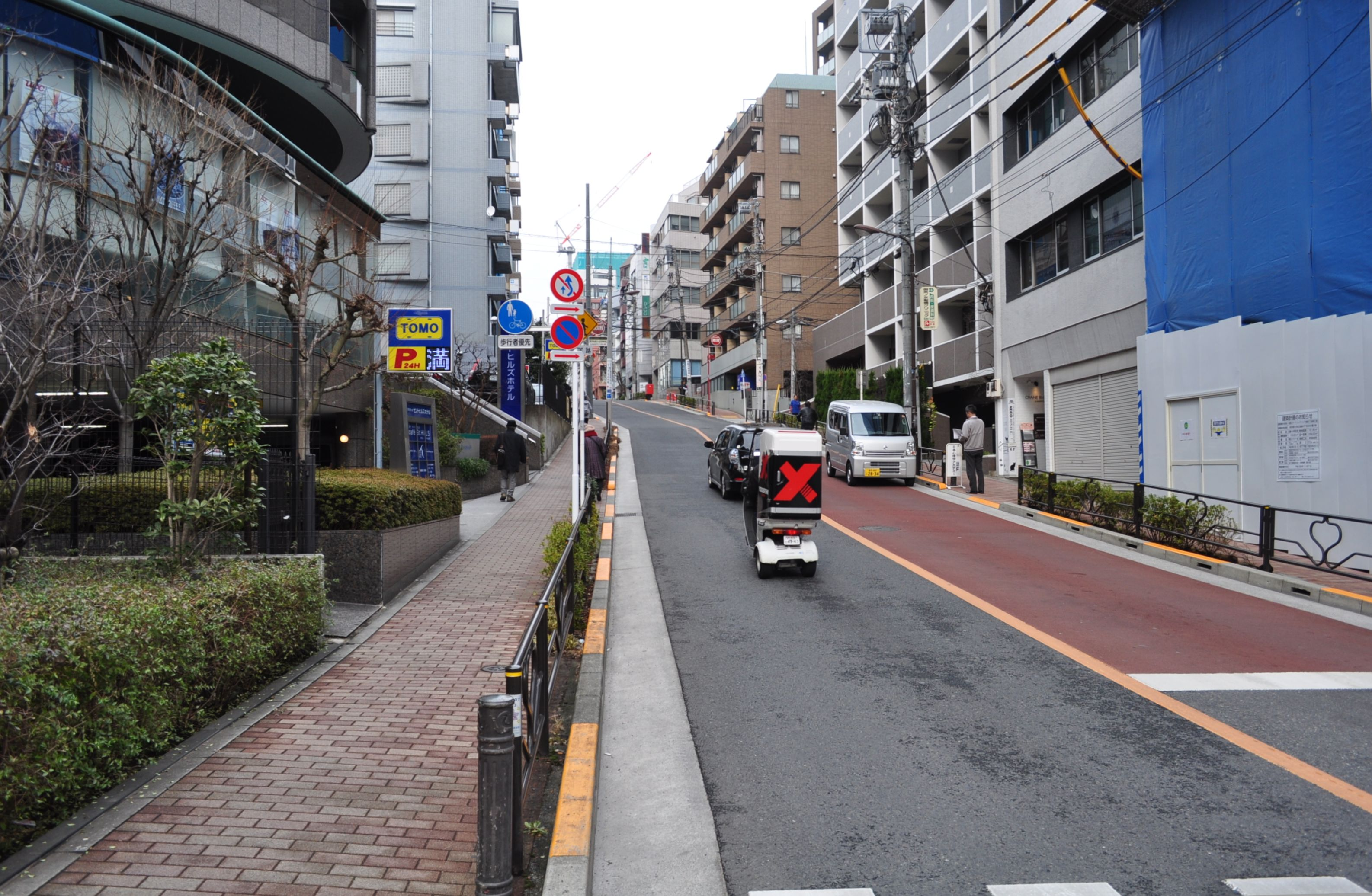
湯島二丁目と三丁目の間にある清水坂（2018年2月3日撮影）
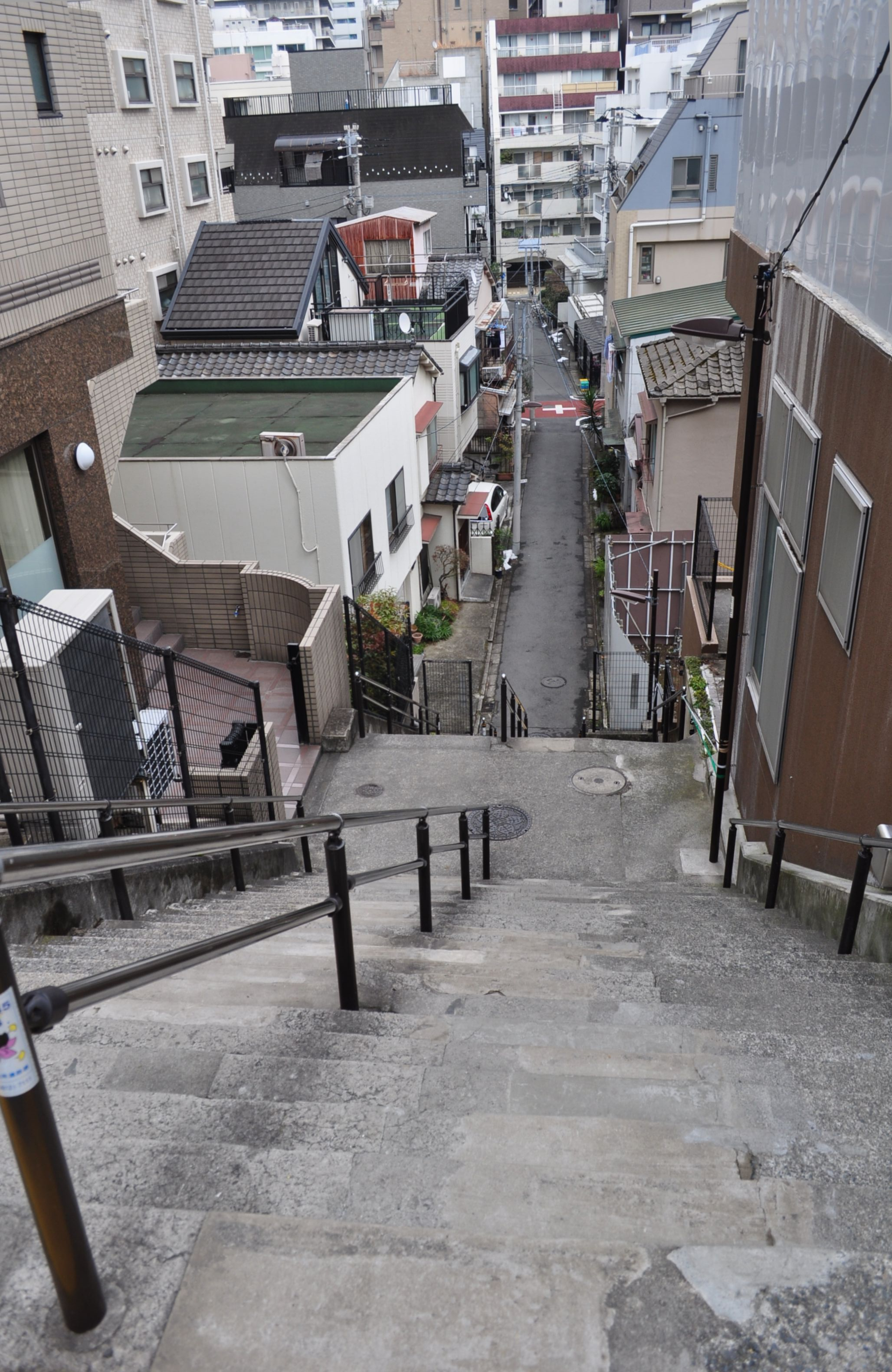
湯島三丁目にある実盛坂（さねもりざか 2018年2月3日撮影）

## 著名な出身者・ゆかりのある人物

### 出身者
- 15代目市村羽左衛門（歌舞伎俳優）
- 吉川霊華（日本画家）
- 虫明亜呂無[22]（作家・評論家）
- 今井信郎 - 近江屋事件に関わった。

### ゆかりのある人物
- 春日局（齋藤福、徳川三代将軍家光の乳母）
- 井本常作[23]（弁護士、政治家） - 群馬県人で、湯島天神町1丁目に居住していた[23]。衆議院議員や司法参与官等を務めた。

## その他

### 日本郵便
- 郵便番号 : 113-0034[3]（集配局 : 本郷郵便局[24]）。